# Trenta
El trenta és un nombre natural que s'escriu 30 en xifres àrabs, XXX en les romanes i 三十 en les xineses.
Va darrere del vint-i-nou i abans del trenta-u. Un polígon de 30 costats s'anomena tricontàgon. El nombre ordinal és trentè o trigèsim. Trentejar és estar a prop dels trenta anys, i trentí és algú que ja els ha complert. Trentenari és un conjunt de trenta persones o una sèrie de trenta dies o trenta anys.
Ocurrències del trenta:
- És el nombre atòmic del zinc.
- La mitjana de dies que té un mes.
- És el nombre de dies que té l'abril, juny, setembre i novembre.
- Les noces de perla.[cal citació]
- En tennis el segon punt val 30.
- Designa l'any 30, el 30 aC i la dècada del 1930.
- És el primorial de 5, producte de tots els primers més petits o iguals que 5.
- És el nombre més gran tal que tots els nombres més petits, coprimers amb ell, són també primers.
- Un triangle de costats 5, 12 i 13 té àrea i perímetre 30, no n'existeix cap de més gran amb la mateixa propietat.
- Tant el dodecaedre com l'icosaedre regulars, tenen 30 arestes.
- Trenta és una pintura de Kandinski composta per 30 petits quadres.
- El Combat dels Trenta va ser una mena de duel de dos grups de trenta soldats. Pertany a la Guerra de Successió Bretona que alhora és part de la Guerra dels Cent Anys.
- La Guerra dels Trenta Anys vas ser un conflicte del s. XVII que abastà bona part d'Europa.
- Trenta Tirans vas ser un govern oligàrquic pro-espartà, compost de trenta magistrats anomenats tirans, que succeí a la democràcia atenenca.
- Trenta i quaranta és un joc d'atzar amb cartes.
- Morir a trenta anys és una pel·lícula francesa en blanc i negre de 1982 rodada i dirigida per Romain Goupil
- Trenta minuts per morir és una pel·lícula estatunidenca dirigida per Avi Nesher, estrenada l'any 1991
- La Roca de les Trenta Creus és una muntanya de 192 metres que es troba entre els municipis de Cassà de la Selva i Llambilles, a la comarca del Gironès.
- La Sagrera era un espai de trenta passes al voltant d'una església considerat territori físic sagrat.
- Segons el cristianisme, Judes Iscariot va trair Crist per trenta monedes de plata
- Nanna fou el déu tutelar de la ciutat sumèria d'Ur i se simbolitzava amb el nombre trenta (els dies d'un mes).
- L'àcid triacontanoic és un àcid carboxílic de cadena lineal amb trenta àtoms de carboni.
- Caràcters és l'obra més famosa del filòsof grec Teofrast que descriu els trets psicològics de trenta tipus de persones.
- La boca dels fèlids (que inclou els felins) té trenta peces dentàries.
- Servi Tul·li va dividir Roma en trenta tribus.

- Messier 30 és un cúmul globular situat a la constel·lació de capricorn.
- .30 Newton és un tipus de munició dissenyat per Charles Newton en 1913
- Soiuz 30 va ser un vol espacial tripulat de la Unió Soviètica en 1978 a l'estació espacial Saliut 6.
- Expedició 30 va ser la 30a estada de llarga durada a l'Estació Espacial Internacional (ISS).
- 30 minuts és un programa informatiu de Televisió de Catalunya que s'emet per TV3.
- L'AMX-30 és un tanc d'origen francès dissenyat per GIAT Industries.
- La Circumval·lació de València V-30 és una autovia que discorre pel sud i l'oest de la ciutat de València.
- Zona 30 indica la zona de circulació urbana on la velocitat màxima dels vehicles està fixada en 30 quilòmetres per hora i els vianants tenen prioritat.
- B-30 és el nom que reben els laterals de l'autopista AP-7.
- B-30 és també el nom d'un grup de pop-rock en català dels 80.